# 王开明
王开明（1963年3月—），黑龙江省呼玛县人，东北林业大学肄业，中国共产党党员，中华人民共和国政治人物，原中国共产党漠河县委员会书记。

## 生平
1963年3月，王开明出生在黑龙江省呼玛县。1985年2月，王开明加入中国共产党。1979年，王开明考入北安农业学校兽医专业，1981年毕业后成为逊克县畜牧局的一名兽医技术员。1982年11月，王开明调到呼玛县兴隆乡兽医站，最后出任站长。
1988年4月，王开明调到到呼玛县三卡乡出任副乡长，正式进入政坛。1991年2月，王开明出任呼玛县通用机械厂党支部书记。1993年1月，王开明转任呼玛县口岸办副主任，翌年6月升任主任，之后兼任外事办主任、旅游局局长、侨办主任。2008年8月，王开明升任呼玛县副县长，2004年6月升任县长。2010年12月，王开明调至漠河县出任县长，2011年12月升任中国共产党漠河县委员会书记。2013年，媒体曝光王开明在呼玛县和漠河县敛财数亿元，当地人民群众向当地纪委举报却不予理睬。2014年3月卸任。2016年11月退休。

### 落马
2021年11月4日，王开明涉嫌严重违纪违法接受黑龙江省纪委监委调查。